# Cornelia van Limburg Stirum
Cornelia gravin van Limburg Stirum (Arnhem, 6 juni 1868 – aldaar, 23 september 1944), was evangeliste, ijveraarster voor het christelijk meisjesonderwijs en weldoenster. 

## Levensloop
Ze was een dochter van Constantijn Willem graaf van Limburg Stirum (1837-1905), lid Provinciale Staten en Eerste Kamer, en Maria Catharina van Wickevoort Crommelin (1838-1896). Ze werd als derde geboren in een gezin van vier kinderen. Ze werd thuis onderwezen. Ze werd gereformeerd.
Na de dood van haar ouders bleef Van Limburg Stirum in het ouderlijk huis wonen. Ze bleef ongehuwd.
Van Limburg Stirum zette zich al vanaf haar 18de in voor onderwijs. In 1897 financierde ze de aankoop van een gebouw voor een mulo. Op 5 mei 1913 werd mede dankzij haar inzet de Christelijke Meisjesschool, eveneens aan de Eusebiusbuitensingel, geopend. Deze school werd later uitgebreid met een internaat, wederom gefinancierd door Van Limburg Stirum.
In 1927 reside de gravin van Limburg Stirum naar Nederlands-Indië. Samen met het zendelingsechtpaar Van Andel-Ripke ontwikkelde ze het plan voor een opleiding voor vrouwen aldaar: de Gereformeerde Opleiding voor Zending en Evangelisatie.
In de loop van het oorlogsjaar 1944 raakte ze vanwege voedseltekorten ondervoed. Tijdens de Slag om Arnhem werd haar huis in brand gestoken. Volledig verzwakt werd ze tussen het puin in de tuin gevonden. Ze overleed kort daarna op 76-jarige leeftijd. 